# غينتاراس كرابيكاس
غينتاراس كرابيكاس (بالليتوانية: Gintaras Krapikas)‏ مواليد 6 يوليو 1961 في الجمهورية الليتوانية السوفيتية الاشتراكية، هو لاعب كرة سلة ليتواني سابق أصبح مدرباً. بدأ مسيرته الاحترافية في سنة 1985. يبلغ طوله 6 قدم 5 بوصة (2.0 م). مثّل منتخب بلاده. شارك في دورة الألعاب الأولمبية الصيفية سنة 1992. حقق المركز الثاني في بطولة أمم أوروبا لكرة السلة 1995. اعتزل اللعب في 1999.

## الميداليات
| الميدالية | المسابقة                         |
| --------- | -------------------------------- |
| برونزية   | الألعاب الأولمبية الصيفية 1992   |
| فضية      | بطولة أمم أوروبا لكرة السلة 1995 |
| فضية      | بطولة أمم أوروبا لكرة السلة 2013 |

## روابط خارجية
- غينتاراس كرابيكاس على موقع الاتحاد الدولي لكرة السلة (الإنجليزية)
- غينتاراس كرابيكاس على موقع ريلجم (الإنجليزية)
- غينتاراس كرابيكاس على موقع بروبوليرز (الإنجليزية)
- غينتاراس كرابيكاس على موقع سبورتس رفرنس (الإنجليزية)
- غينتاراس كرابيكاس على موقع أوليمبيديا (الإنجليزية)